# Pic Wollaston
Le pic Wollaston, nommé en l'honneur d'Alexander Frederick Richmond Wollaston, est une montagne de la chaîne de Sudirman située sur l'île de Nouvelle-Guinée, en Indonésie, au sud-est du Puncak Jaya.